# Paruline de Swainson
Limnothlypis swainsonii
Genre
Espèce
Répartition géographique
- zone de nidification
- zone d'hivernage

Statut de conservation UICN

 LC  : Préoccupation mineure
La Paruline de Swainson (Limnothlypis swainsonii) est une espèce de passereaux appartenant à la famille des Parulidae.

## Répartition
Elle niche à travers les régions boisées humides du sud-est des États-Unis (joncs, Sabal minor...) et des Appalaches (rhododendron, pruches, arbre aux lis...).